# Яфран
Яфран (араб. يفرن‎) — город в Ливии, муниципалитет Эль-Джабал-эль-Гарби. До 2007 года был столицей упразднённого муниципалитета Яфран.

## История
Во время гражданской войны в Ливии 2011 года город был ареной боевых действий между повстанцами и правительственными войсками. 6 Апреля 2011 повстанцы захватили город. К концу апреля правительственные силы отключили подачу воды в город и блокировали доставку продовольствия. Позже город перешёл под контроль армии и использовался в качестве плацдарма для артиллерии и снайперов. 2 июня повстанцы вернули себе город.